# Estatut d'Autonomia de la Comunitat Valenciana de 2006
L'Estatut d'Autonomia de la Comunitat Valenciana és la norma institucional bàsica de País Valencià que les Corts Generals d'Espanya han aprovat en 1982 i 2006 per atorgar l'autonomia i fixar els marges de l'autogovern d'aquest territori. L'Estatut d'autonomia de 2006 va ser aprovat per les Corts Generals i posteriorment per les Corts Valencianes.
Inclou, entre altres aspectes, el sistema institucional en què s'organitza la Generalitat Valenciana, les competències que li corresponen i la seua tipologia, drets i deures dels ciutadans, el règim lingüístic, les relacions institucionals de la Generalitat, etc. El poder legislatiu és dut a terme per les Corts Valencianes, mentre que de l'executiu s'encarrega el Consell.

## Antecedents

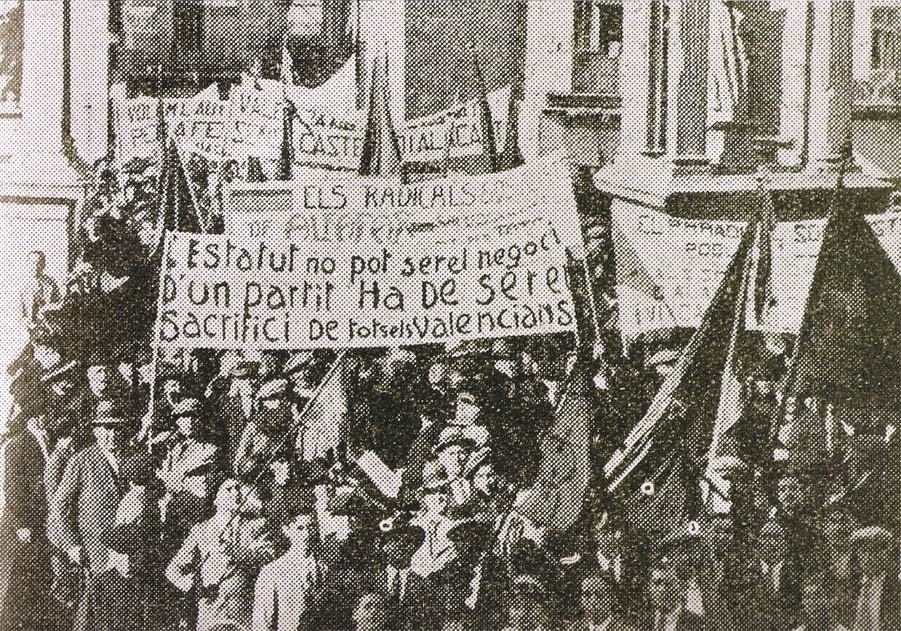
Manifestació autonomista d'Alzira.

Amb anterioritat, en la dècada de 1930, durant la Segona República Espanyola, es van realitzar i proposar diversos projectes d'estatut autonòmic a càrrec de diferents formacions polítiques i socials (Partit Radical Blasquista, juliol de 1931; CNT, desembre de 1936; Esquerra Valenciana, febrer de 1937 i Unió Republicana Nacional, març de 1937), cap dels quals, no obstant això, no aconseguiria tirar endavant. Així, es va avortar tot esforç autonomista després de la presa en 1939 de la regió per l'exèrcit revoltat contra la República, fins a la restauració democràtica de finals de la dècada de 1970.
L'Estatut d'Autonomia de 1982 va ser la primera vegada, des de l'abolició dels Furs de València amb els decrets de Nova Planta (1707), que la Comunitat Valenciana tenia una certa capacitat d'autogovern. L'estatut va ser per primera vegada aprovat per la Llei Orgànica 5/1982, de 1r de Juliol, d'Estatut d'Autonomia de la Comunitat Valenciana [DOGV núm. 74, de 15 de juliol].

## L'Estatut de 2006
Al maig de 2005, es va debatre en les Corts Valencianes un nou estatut.
El País Valencià va ser el primer a presentar una reforma del seu estatut d'autonomia davant el Congrés dels Diputats en el marc de la segona onada de reformes d'estatuts autonomia oberta amb l'arribada al poder del Partit Socialista Obrer Español després de les eleccions de 2004. La reforma seria aprovada en les Corts Valencianes per 83 vots a favor (PPCV i PSPV-PSOE) i 6 vots en contra (Entesa) l'1 de juliol de 2005 amb un text pactat prèviament entre el PPCV i PSPV-PSOE.
No obstant això, durant la tramitació de l'estatut en les Corts Espanyoles el PSPV-PSOE va manifestar inicialment la seua disposició a modificar l'Estatut que havia pactat en les Corts valencianes. Aquestes modificacions eren relatives a la unitat de la llengua catalana (denominació valencià-català, d'acord amb el que estableix per la Acadèmia Valenciana de la Llengua) i a la barrera electoral del 3% per poder accedir al Parlament Valencià.
En el text final de l'Estatut aprovat pel Parlament Espanyol es va mantindre la denominació "llengua valenciana" i es va traure la qüestió de la barrera electoral, de manera que es va deixar aquesta en el 5%. Això no obstant, podria ser modificada per una Llei Valenciana, que necessitaria una majoria qualificada de dos terços per ser aprovada.
El projecte de reforma de l'Estatut de la Comunitat Valenciana va ser aprovat al Congrés dels Diputats per 294 vots a favor (PSOE, PP i CC) i 32 en contra (CiU, ERC, PNB, IU-ICV i el Grup Mixt).
La reforma de l'Estatut va ser posteriorment ratificada pel Parlament Valencià, ja que una peculiaritat de la reforma de l'Estatut d'Autonomia de la Comunitat Valenciana és que una vegada tramitat i aprovat en les Corts Espanyoles, ha de tornar a les Corts Valencianes per ser aprovat finalment. En canvi, no va haver-hi referèndum per a la seua aprovació, com en el cas dels estatuts de les comunitats autònomes que van optar per la via ràpida.
Posteriorment, l'Estatut va ser signat pel rei Juan Carlos el 10 d'abril de 2006 i va entrar en vigor l'11 d'abril amb la seua publicació en el Butlletí Oficial de l'Estat (el BOE) i en el Diari Oficial de la Generalitat Valenciana (DOGV).